# ФК Каунас
ФК Каунас (литв. Kauno futbolo beisbolo klubas;  FBK Kaunas) је фудбалски клуб из Каунаса, Литванија. Клуб је основан 1960. године.
Клуб је освојио 8 титула у националном првенству Литваније, 4 трофеја националног купа и 3 суперкупа.

## Историја
Клуб је основан 1960. под именом „Банга Каунас” и све до 1989. био је стандардан члан републичке лиге Литваније, која је била нижи ранг у совјетском фудбалском систему.
Након обнове независности Литваније 1990, Банга је прво исте године наступала у Балтичкој лиги, која је била претходник националних првенстава Литваније и Летоније, који су формирани 1991. Банга се нашла међу клубовима који су играли прву сезону Прве лиге Литваније, а већ у првој сезони је заузела треће место.
Године 1993. клуб мења име у „Каунас” (FBK Kaunas), на кратко 1999. мења име у „Жалгирис Каунас”, да би 2000. вратио име „Каунас”. Клуб је од 1991. до 2009. играо у свим сезонама Прве лиге и у том периоду је освојио 8 титула првака државе, поред 4 трофеја националног купа и 3 суперкупа.
Каунас је 20. марта 2009. због жалби на лоше управљање лигом у претходном периоду одустао од такмичења у Првој лиги, а пар дана касније Фудбалски савез Литваније је због „неетичког понашања и других неправилности” казнио клуб избацивањем два ранга ниже, у Трећу лигу. Без озбиљније конкуренције Каунас је 2009. и 2010. освојио прва места у Трећој и Другој лиги и од сезоне 2011. је поново заиграо у Првој лиги. Међутим на почетку године, главни финансијер клуба, Владимир Романов, се повукао и клуб је упао у финансијску кризу. Као резултат тога Каунасу је у сезони 2011. због дуговања према бившим играчима одузето 6 бодова а затим му није додељена лиценца за учешће у сезони 2012. Прве лиге.

### Име кроз историју
- 1960—1993: Банга Каунас
- 1993—1999: Каунас
- 1999—2000: Жалгирис (Каунас)
- 2000—2012: Каунас

## Успеси

### Национални
- Прва лига Литваније

- Првак (8):1999, 2000, 2001, 2002, 2003, 2004, 2006, 2007.
- Друго место (2): 2005, 2008.

- Куп Литваније

- Освајач (4): : 2001, 2004, 2005, 2008.
- Финалиста (2): 1998, 1999.

- Суперкуп Литваније

- Освајач (3): 2002, 2004, 2006.
- Финалиста (2): 2003, 2005.

### Међународни
- Балтичка лига

- Освајач (1): : 2008.

- Куп Заједнице независних држава

- Финалиста (1): 2006.

## Каунас у европским такмичењима
| Сезона   | Такмичење          | Коло        | Противник          | Дом. | Гост | Укупан резултат |
| -------- | ------------------ | ----------- | ------------------ | ---- | ---- | --------------- |
| 1996.    | Интертото куп      | Група       | Лилестрем          | 1:4  |      |                 |
|          |                    |             | Нант               |      | 1:3  |                 |
|          |                    |             | Слајго роверси     | 1:0  |      |                 |
|          |                    |             | Херенвен           |      | 1:3  |                 |
| 1997.    | Интертото куп      | Група       | Самсунспор         | 0:1  |      |                 |
|          |                    |             | Лејифтур           |      | 3:2  |                 |
|          |                    |             | Хамбургер          | 1:2  |      |                 |
|          |                    |             | Оденсе             |      | 2:2  |                 |
| 1999/00. | Куп УЕФА           | Кв.         | Макаби Тел Авив    | 2:1  | 1:3  | 3:4             |
| 2000/01. | УЕФА Лига шампиона | 1. коло кв. | Бротњо             | 4:0  | 0:3  | 4:3             |
|          |                    | 2. коло кв. | Ренџерс            | 0:0  | 1:4  | 1:4             |
| 2001/02. | УЕФА Лига шампиона | 1. коло кв. | Слога Југомагнат   | 1:1  | 0:0  | 1:1             |
| 2002/03. | УЕФА Лига шампиона | 1. коло кв. | Динамо Тирана      | 2:3  | 0:0  | 2:3             |
| 2003/04. | УЕФА Лига шампиона | 1. коло кв. | ХБ Торсхавн        | 4:1  | 1:0  | 5:1             |
|          |                    | 2. коло кв. | Селтик             | 0:4  | 0:1  | 0:5             |
| 2004/05. | УЕФА Лига шампиона | 1. коло кв. | Слијема вондерерси | 4:1  | 2:0  | 6:1             |
|          |                    | 2. коло кв. | Јургорден          | 0:2  | 0:0  | 0:2             |
| 2005/06. | УЕФА Лига шампиона | 1. коло кв. | ХБ Торсхавн        | 4:0  | 4:2  | 8:2             |
|          |                    | 2. коло кв. | Ливерпул           | 1:3  | 0:2  | 1:5             |
| 2006/07. | Куп УЕФА           | 1. коло кв. | Портадаун          | 1:0  | 3:1  | 4:1             |
|          |                    | 2. коло кв. | Рандерс            | 1:0  | 1:3  | 2:3             |
| 2007/08. | УЕФА Лига шампиона | 1. кол кв.  | Зета               | 3:2  | 1:3  | 4:5             |
| 2008/09. | УЕФА Лига шампиона | 1. коло кв. | Санта Колома       | 3:1  | 4:1  | 7:2             |
|          |                    | 2. коло кв. | Ренџерс            | 2:1  | 0:0  | 2:1             |
|          |                    | 3. коло кв. | Олборг             | 0:2  | 0:2  | 0:4             |
|          | Куп УЕФА           | 1. коло     | Сампдорија         | 1:2  | 0:5  | 1:7             |
| 2009/10. | УЕФА лига Европе   | 2. коло кв. | Севојно            | 1:1  | 0:0  | 1:1             |